# 小行星2775
小行星2775（2775 Odishaw）是一颗围绕太阳公转的小行星。1953年10月14日，印第安纳大学在摩根县发现了此天体。
該小行星以美國地球物理學家休·奧迪肖（Hugh Odishaw）命名。
这颗小行星的绝对星等为306.3979288525297等。